# Хазельбах (приток Каммеля)
Хазельбах (нем. Haselbach) — река в Германии, протекает по Швабии (земля Бавария). Правый приток Каммеля. Речной индекс 11684. Площадь бассейна реки составляет 36,35 км². Длина реки 18,98 км. Высота истока 590 м. Высота устья 475 м.